# Чайковский, Станислав Анатольевич
Станислав Анатольевич Чайковский (род. 28 октября 1964 года) — российский физик, член-корреспондент РАН (2019).

## Биография
Родился 28 октября 1964 года.
В 1986 году — окончил Томский государственный университет.
В 2004 году — защитил кандидатскую, а в 2016 году — докторскую диссертации.
С 1986 года — работает в Институте сильноточной электроники СО РАН
Работает в Институте электрофизики УрО РАН, с декабря 2015 года — директор института.
Заместитель заведующего отделом физической электроники Физического института имени П. Н. Лебедева РАН.
В 2019 году — избран членом-корреспондентом РАН.

## Научная деятельность
Специалист, внесший значительный вклад в исследования по «скиновому» взрыву проводников, сжатию плазменных лайнеров (z-пинчей), получению мощных импульсов мягкого рентгеновского излучения (МРИ), выполненных на уникальных генераторах МИГ и ГИТ-12 тераваттного уровня мощности.
Основные научные результаты:
- экспериментальная демонстрация стабилизации процесса сжатия цилиндрических лайнеров до рекордных по радиусу значений аксиальным магнитным полем;
- практическая реализация каскадированных лайнерных структур для подавления гидродинамических неустойчивостей при увеличенном времени сжатия, позволившая достичь превосходящей аналоги эффективности генерации импульсов МРИ;
- впервые выполненное детальное исследование нелинейной диффузии мегагаусных полей в проводники с установлением критерия взрыва в скиновом режиме и экспериментально подтвержденная возможность задержки плазмообразования путем использования многослойных структур;
- разработка серии уникальных компактных радиографов на основе схемы «х-пинч», поставленных в крупные научные центры России (ИЯФ СО РАН, г. Новосибирск; ТРИНИТИ, г. Троицк; ФИАН, г. Москва) и за рубеж.

Соавтор 194 научных работ.